# La via del guerriero di pace
La via del guerriero di pace (in originale Way of the Peaceful Warrior) è un libro dello scrittore Dan Millman, in parte autobiografico dei suoi primi anni di vita. Il libro è diventato un bestseller in diversi paesi sin dalla sua prima pubblicazione, avvenuta nel 1980. 
Dal libro è stato tratto il film La forza del campione nel 2006.

## Trama
La storia racconta di un incontro casuale con un addetto della stazione di servizio che diventa un maestro spirituale per il giovane ginnasta Dan Millman. L'addetto, che Dan chiama Socrate, diventa una sorta di figura paterna e insegna a Millman come diventare un "guerriero di pace".